# Arenas (kommunhuvudort)
Arenas är en kommunhuvudort i Spanien.   Den ligger i provinsen Provincia de Málaga och regionen Andalusien, i den södra delen av landet, 400 km söder om huvudstaden Madrid. Arenas ligger 415 meter över havet och antalet invånare är 1 200.
Terrängen runt Arenas är kuperad åt sydväst, men åt nordost är den bergig.  Närmaste större samhälle är Vélez-Málaga, 6,5 km sydväst om Arenas. 